# Merișor (Bucureșci), Hunedoara
Merișor este un sat în comuna Bucureșci din județul Hunedoara, Transilvania, România.